# 10 Grupa Artylerii
10 Grupa Artylerii (10 GA) – oddziały i pododdziały artylerii organicznej wielkich jednostek piechoty i kawalerii oraz artylerii Odwodu Naczelnego Wodza stacjonujące na terenie Okręgu Korpusu Nr X i podporządkowane dowództwu 10 Grupy Artylerii.
10 Grupa Artylerii została utworzona w terminie do 15 stycznia 1929 roku na podstawie rozkazu L. 1019/Org. ministra spraw wojskowych z dnia 31 grudnia 1928 roku. Proces formowania grupy zakończony został w marcu tego roku. Dowództwo grupy powstało na bazie dotychczasowego 10 Okręgowego Szefostwa Artylerii.
Minister spraw wojskowych rozkazem B. Og. Org. 403 Tjn. Org. II, ogłoszonym 18 maja 1929, wydzielił 1 pułk artylerii górskiej ze składu 10 Grupy Artylerii i wcielił do 6 Grupy Artylerii.

## Obsada personalna
Dowódcy grupy
- płk art. Rudolf Niemira (III 1929 – X 1935 → dowódca 3 GA)
- płk art. dr Ludwik Ząbkowski (X 1935 – VIII 1939 → dowódca artylerii Południowego Zgrupowania Armii „Prusy”)

Oficer sztabu
- mjr art. Marian Jan Sochański (1939)

## Ordre de Bataille 10 Grupy Artylerii w 1939
- Dowództwo 10 Grupy Artylerii w Przemyślu
- 10 pułk artylerii ciężkiej w Przemyślu
- 2 pułk artylerii lekkiej Legionów w Kielcach
- 22 pułk artylerii lekkiej w Przemyślu
- 24 pułk artylerii lekkiej w Jarosławiu